# Hjuksån

Hjuksån är ett biflöde till Vindelälven. 